# Johnny Leoni
Pour les articles homonymes, voir Leoni.
Johnny Leoni (né le 30 juin 1984 à Sion, en Suisse) est un footballeur international suisse valaisan qui joue au poste de gardien de but.

## Biographie
Johnny Leoni commence sa carrière en 2001 au FC Sion. Il y reste jusqu'en 2003.
Ensuite, il part au FC Zurich. Il en devient le gardien titulaire lors de la saison 2005-2006, à la place de Davide Taini (en). Il remporte la Coupe de Suisse en 2005 et deux championnats en 2006 et 2007. 
À partir de 2007, il est souvent convoqué en équipe de Suisse, Ottmar Hitzfeld le retient comme troisième gardien pour la Coupe du monde 2010. Leoni honore sa première sélection avec la Nati lors d'un match amical contre le Liechtenstein le 10 août 2011.
En 2016, après avoir évolué au FC Le Mont-sur-Lausanne il s’engage avec l’AC Nagano Parceiro, en troisième division japonaise. En janvier 2017, il signe avec le Tochigi SC.

## Carrière
- 2001-2003 : FC Sion  Suisse
- 2003-2012 : FC Zurich  Suisse
- 2012-2013 : Omonia Nicosie  Chypre
- 2013 : Neftchi Bakou  Azerbaïdjan
- 2013-2014 : Club Sport Maritimo  Portugal
- 2014-2015 : FC Le Mont  Suisse
- 2016 : AC Nagano Parceiro  Japon
- 2017- : Tochigi SC  Japon

## Palmarès
FC Zurich
- Champion de Suisse 2006-2007-2009
- Vainqueur de la Coupe de Suisse en 2005.